# 朴元宗
朴 元宗（パク・ウォンジョン、ぼく げんそう、成化3年（1467年） - 正徳5年4月17日（1510年5月24日））は、李氏朝鮮中期の軍人、政治家。第11代国王・中宗の最初期の最側近人事の1人である。本貫は順天。字は伯胤、諡号は武烈公。

## 経歴・業績
実姉は第9代国王・成宗の実兄の月山大君の妻・昇平府夫人朴氏。また敬嬪朴氏は従妹であり、章敬王后は姪である。大伯母に第4代国王世宗の王妃・昭憲王后沈氏。
1485年（成宗17年）、科挙の武科に合格して成宗からの寵愛を受けていた。成宗が二度、文臣高位の官職を与えようとしたが武科出身と言うことで他の重臣から反対されていた。燕山君の即位後、当初は信任を得て官職を歴任するが、次第に疎まれるようになり地方へ左遷となる。
一時的に中央へ呼び戻されるが、再度燕山君に疎まれて辞職となる。その後、燕山君自身による度重なる暴政と無差別粛清が進むと燕山君に左遷させられた朴の部下の成希顔、柳順汀、そして反正勢力側に寝返った柳子光などと共にクーデターを計画した。
1506年（燕山君12年）9月に起こしたクーデターは成功し、政治の主導権を掌握。燕山君の異母弟の晋城大君を推戴、即位させた。最終的に靖国功臣になり、平城君（ピョンソングン、へいじょうくん）に封じられ重職を歴任したが中宗即位から4年後の1510年に数え年の44歳で急死した。彼の死後は中宗の忠臣として宗廟に祀られた。

## 朴元宗が登場する作品
映画
- 王の男（2005年、演：パク・スイル）

テレビドラマ
- 王朝の暁 〜趙光祖伝〜（1996年、KBS。演：キム・ピョンギ）
- 王と妃（1998年 - 2000年、KBS。演：チャ・グァンス）
- 女人天下（2001年 - 2002年、SBS。演：キム・ヨンイン）
- 宮廷女官チャングムの誓い（2003年 - 2004年、MBC。演：イ・チャンファン）
- 王と私（2007年 - 2008年、SBS。演：チャ・ギホァン）
- インス大妃（2011年 - 2012年、JTBC。演：パク・スイル）
- 逆賊-民の英雄ホン・ギルドン-(2017年、MBC。演：チェ・デチョル)
- 七日の王妃（2017年、KBS2。 演：パク・ウォンサン)